# Бобровские Выселки
Бобровские Выселки — деревня в Ясногорском районе Тульской области в составе Ревякинского сельского поселения.

## География
Деревня находится в северной части Тульской области на расстоянии приблизительно 4 км по прямой на юго-запад от города Ясногорск, административного центра района.

## История
В 1926 году здесь (деревня Тульского уезда Тульской губернии) было отмечено 10 дворов, на предвоенной карте (1935—1941 гг.) отмечено 8 дворов.

## Население
Постоянное население деревни составляло 67 человек (1926 год), 3 (русские 100 %) в 2002 году, 1 в 2010.